# Rachel Rourke
Rachel Rourke (ur. 1 października 1988 w Nambour) – australijska siatkarka grająca na pozycji atakującej, reprezentantka Australii. Jest reprezentantką Australii i byłą kapitanką drużyny juniorskiej Australii.

## Sukcesy klubowe
Superpuchar Polski:
- 2011

Mistrzostwo Polski:
- 2013
- 2012

Liga Mistrzyń:
- 2014

Mistrzostwo Azerbejdżanu:
- 2014

Mistrzostwo Chin:
- 2019
- 2020

## Nagrody indywidualne
- 2013: Najlepsza atakująca Pucharu Polski